# Evert Lagerspetz
Evert Erland  Lagerspetz (né le 7 octobre 1847 à Rymättylä – décédé le 8 février 1884 à Helsinki) est un architecte finlandais qui a conçu spécialement des bâtiments de casernes à Helsinki.